# Luce nella piazza
Luce nella piazza (Light in the Piazza) è un film del 1962 diretto da Guy Green e basato sul romanzo La luce nella piazza (The Light in the Piazza) di Elizabeth Spencer (1960).

## Riprese
Le riprese in parte ebbero luogo in Italia, a Firenze presso la galleria degli Uffizi e in piazza della Signoria e a Roma in via Veneto.